# 곤 히데미
곤 히데미(일본어: 今 日出海, 1903년 11월 6일 ~ 1984년 7월 30일)는 일본의 쇼와 시대에 활동한 문학평론가, 수필가이다.
1903년 11월 6일 홋카이도 하코다테시에서 태어난 곤은 1918년 도쿄로 이주하여 1928년 도쿄 제국대학 프랑스어문학과를 졸업했다. 졸업 후에는 《작품》(作品) 등 잡지의 동인으로 참여하고 《문학계》에 합류하였다. 1935년 최승희를 주연으로 한 영화 《반도의 무희》(半島の舞姫)를 제작했다. 1939년 메이지 대학 교수로 근무하다가 1941년 11월 징집되어 필리핀에서 육군 보도반원으로 복무했다. 전후에 문부성에서 근무하였다. 1950년 단편소설 《천황의 모자》(天皇の帽子)로 23회 나오키 상을 수상했다. 1968년부터 1972년까지 문부성에서 초대 문화청 장관을 지냈다. 1984년 가나가와현 가마쿠라시에서 뇌경색으로 사망하였다.